# Amorf Ördögök
Amorf Ördögök (рус. Аморфные дьяволы) — венгерская эйсид-джаз-группа, основанная Сабольчем Таришкой и Амбрушем Тёвишхази в 1993 и распавшаяся в 2007 году.

## История
Amorf Ördögök была основана в 1993 году Сабольчем Таришкой и Амбрушем Тёвишхази в радиостудии местной школы имени Ласло Немета. Первые четыре года группа играла экспериментальный панк с элементами нойза, а примерно в 1997 году перешла к неагрессивной электронной музыке. Примерно в это время к ним присоединилась певица Бори Петерфи. В 1999 году выходит первый сингл Amorf Ördögök — "Nekem a balaton", кавер классического шлягера 1961 года певца Лехеля Немета. В 2000 году вышел дебютный полноформатный альбом "Betyár a Holdon", был снят клип на песню "Parti Lány". 
В 2002 году к группе присоединились Гергей Драпош (бас), Иштван Папаи (ударные), Тибор Эичингер (гитара), Дьёрдь Мико (ударные, духовые), а также Жомбор Дудаш (ударные). Второй альбом группы "Molylepke Minibár", вышедший в 2002 году, был написан в азиатско-латиноамериканском ключе и был менее электронным, чем первый. Своей популярностью новая пластинка вывела Amorf Ördögök на крупные сцены: дважды, в 2002 и 2004 гг. коллектив выступил на Сигете, одном из крупнейших фестивалей Европы.
В альбоме 2005 года "Cellux-szimfónia" группа перешла к ещё менее электронному звучанию (к записи, в частности, был привлечён мужской хор ансамбля „Хонвед”). В конце 2006 года вышел альбом-сборник "Pokoldiszkó (1994—2006)" (рус. Адское диско), который помимо новых композиций включал в себя неизданные демоверсии песен и концертные записи. 12 апреля 2007 г. состоялся последний концерт группы в культурном центре "Миллениум". 27 апреля 2007 года в официальном блоге группы было объявлено о распаде проекта.
После распада Amorf Ördögök Таришка и Тёвишхази основали новый проект "Amorf Lovagok" (рус. Аморфные рыцари). Бо́льшая часть сессионных музыкантов присоединилась к группе Бори Петерфи "Péterfy Bori & Love Band" (рус. Бори Петерфи и Ансамбль Любви).

## Участники
- Сабольч Таришка — вокал, клавишные, гитара
- Амбруш Тёвишхази — вокал, тексты

### Сессионные музыканты
| - Бори Петерфи — вокал (1999—2005, 2006—2007) - Енё Брестьенски — аккордеон (2000) - Тамаш Мехльхоффер — ударные (2000) - Тибор Эичингер — гитара (1999—2005) - Дьёрдь Мико — ударные, духовые (2000—2003) - Иштван Папаи — ударные (2001—2007) | - Гергей Драпош — бас-гитара (2001—2007) - Жомбор Дудаш — ударные (2002—2005) - Акош Томпа — тромбон (2003—2007) - Зольтан Фаркаш — гитара (2005—2007) - Адам Месарош — гитара (2006—2007) - Виктор Лашкаи — ударные (2006—2007) |

## Дискография
| - Betyár a Holdon — 2000 - Molylepke Minibár — 2002 - Cellux-szimfónia — 2005, Mama Records - Pokoldiszkó (1994-2006) — сборник, 2006 | - Nekem a Balaton — 1999 - Tündérdomb / Valahol — десятидюймовый винил, 2003 - Fapados űrutazás — 2005 |